# Nora Noé
Nora Noé, bürgerlich Liselotte Jung (* 1952 in Mannheim im Stadtteil Jungbusch) ist eine deutsche Schriftstellerin.

## Leben
Nora Noé studierte Literaturwissenschaften, Linguistik und Mediävistik sowie Bildende Kunst und Pädagogik. Sie war zunächst in Deutschland und Maine (USA) als Lehrerin tätig. Ab 1989 leitete sie für 20 Jahre den Kulturbereich bei der Volkshochschule Karlsruhe, bevor sie sich als Schriftstellerin selbständig machte. Sie bereiste unzählige Länder auf allen Kontinenten und nahm an humanitären Arbeitseinsätzen in der USA, Tansania, Mexiko, Nigeria und Indonesien teil. So arbeitete sie beispielsweise mit den Massai und den Maya-Indianern zusammen. Von 1993 bis 2002 war sie mit dem Regisseur und Schauspielintendanten Lothar Trautmann verheiratet. 2009 heiratete sie den mexikanischen Befreiungstheologen Emilio Robles González, der 2018 verstarb. Die Schriftstellerin lebt in Mannheim, Eichstätt und am mexikanischen Pazifik.

## Werke
Romane
- Wer einmal einen Priester küsst, 2006, Weimarer Schillerpresse, vergriffen.
- Mitten im Jungbusch, 1. Teil der Mannheim Trilogie (1860–1942), 2007, Info-Verlag, ISBN 978-3-88190-481-0.
- Zwischen Jungbusch und Filsbach, 2. Teil der Mannheim-Trilogie (1942–1945), 2009, Info-Verlag, ISBN 978-3-88190-562-6.
- Tod im Jungbusch, Krimiserie Band 1, 2011, Wellhöfer-Verlag, ISBN 978-3-939540-82-3.
- Heim nach Mannheim, 3. Teil der Mannheim-Trilogie (1945–1947), 2012, Info-Verlag, ISBN 978-3-88190-700-2.
- Blutspur nach Mannheim, Krimiserie Band 2, 2014, Wellhöfer-Verlag, ISBN 978-3-95428-158-9.
- Mein Traum von Mexiko, Biografischer Roman, 2016, Wellhöfer-Verlag, ISBN 978-3-95428-214-2.
- Mitten in Mannheim 4. Teil der Mannheim-Trilogie (1948–1952), 2019, Wellhöfer-Verlag, ISBN 978-3-95428-256-2.

Bildbände und Bücher zur Erinnerungskultur
- Aufgewachsen in Mannheim in den 50er und 60er Jahren, Wartberg Verlag, 2022, ISBN 978-3-8313-3384-4.
- Mannheim – "Weeschd, wie isch mään?" –  Geschichten und Anekdoten, Wartberg Verlag, 2023, ISBN 978-3-8313-3571-8.
- Mannheimer Weihnachtsgeschichten - "Dess Johr gewwe mer uns nix", Wartberg Verlag, 2024, ISBN 978-3-8313-3317-2.
- Mannheim - Die Quadratestadt, Wartberg Verlag, 2025, ISBN 978-3-8313-3606-7.

Anthologien
- Sein letzter Fall, 2011, erschienen innerhalb der Anthologie Mörderischer Erfindergeist – Kriminelles aus der Metropolregion Rhein-Neckar. Gmeiner-Verlag Messkirch, 2011, ISBN 978-3-8392-1127-4.
- Kopplos in Mannem und Mörderische Quadratestadt 2012, erschienen innerhalb der Anthologie Mannheim – auf die kriminelle Tour. Wellhöfer-Verlag, 2012, ISBN 978-3-95428-106-0.
- Für immer und ewig, erschien im Herbst 2014 innerhalb der Anthologie Rhein-Neckar-Mord im Wellhöfer-Verlag, 2014, ISBN 978-3-95428-151-0.

Theaterstücke
- Nierentisch und Caprifischer – Mannem in de 50er , nostalgische musikalische Komödie, 2010, (Auftragsarbeit für das "Schatzkistl" in Mannheim)
- Freie Fahrt in Glück – letzter Halt: Garten der Träume, musikalische Komödie, 2012, (Auftragsarbeit für das "Schatzkistl" in Mannheim)